# سبيل النجاة والفكاك من موالاة المرتدين وأهل الإشراك
سبيل النجاة والفكاك من موالاة المرتدين أهل الإشراك أو سبيل النجاة والفكاك من موالاة المرتدين والأتراك هو كتاب في الولاء والبراء بالعقيدة الإسلامية من تأليف الشيخ حمد بن علي بن عتيق (المتوفى: 1301 هـ).